# Bitis rhinoceros
Vipère du Gabon de l'Ouest
Ne doit pas être confondu avec Vipère rhinocéros.
Espèce
Statut de conservation UICN

 LC  : Préoccupation mineure
Synonymes
- Vipera rhinoceros Schlegel, 1855
- Bitis gabonica rhinoceros Schlegel, 1855

Bitis rhinoceros, la Vipère du Gabon de l'Ouest, est une espèce de serpents de la famille des Viperidae.

## Répartition
Cette espèce se rencontre en Guinée-Bissau, en Guinée, en Sierra Leone, au Liberia, en Côte d'Ivoire, au Ghana et au Togo. 
D’après Spawls & Branch en 1995, le Ghana et le Togo représentent la limite orientale de l’aire de répartition de cette espèce. C'est dans cet endroit qu'elle a commencé à s’hybrider avec B. gabonica. La carte de la distribution qu’ils produisent n’inclut pas le Togo, mais au moins un spécimen est mentionné dans un rapport sur ce pays. Le Togo, le Bénin et l’Est du Ghana font partie d’une région connue sous le nom de Dahomey Gap : une région relativement sèche qui sépare les forêts humides de l’Afrique orientale de celles de l’Afrique centrale,.

## Description
Bitis rhinoceros se distingue de Bitis gabonica, dont elle a longtemps été considérée comme une sous-espèce, principalement par la présence de plusieurs écailles nasales distinctives qui ressemblent à une paire de cornes sur son nez. Elle partage cette caractéristique avec un proche parent, Bitis nasicornis. Toutefois, B. nasicornis revêt des couleurs plus claires et possède une tête plus étroite. B. gabonica ne possède pas des cornes aussi larges et est beaucoup moins grande que B. rhinoceros. On remarque également chez B. gabonica, que le triangle sombre à l'arrière de l'œil est divisé, ce qui n'est pas le cas chez B. rhinoceros. Cette vipère est la plus grande et la plus massive vipère d'Afrique. Ce serpent solénoglyphe à une tête très élargie vers l'arrière, des crochets mesurant jusqu'à 5 cm de long et des glandes venimeuses énormes.

## Éthologie

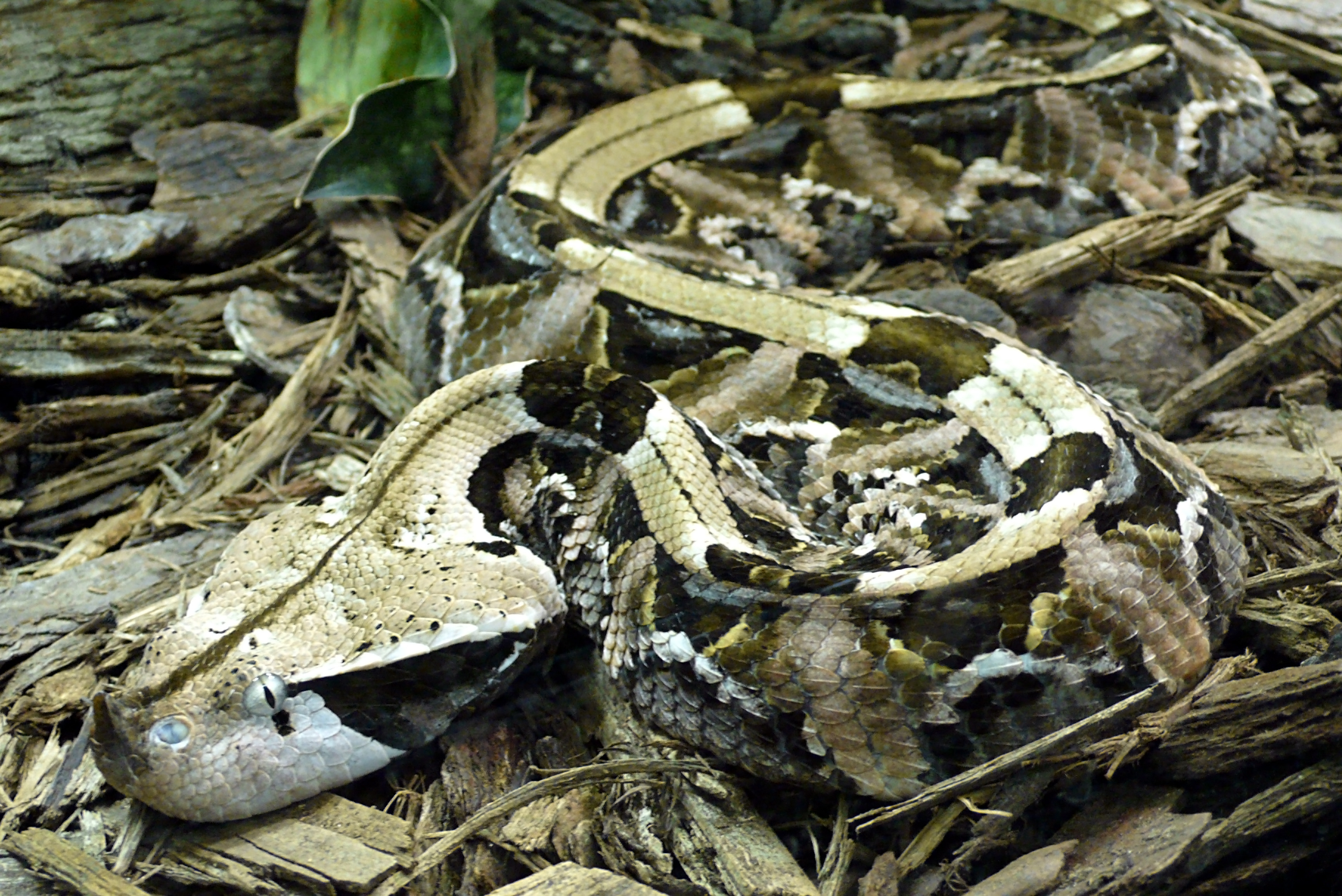
Comme prédateur embusqué, ses couleurs lui procurent un excellent camouflage. Bitis rhinoceros

Principalement nocturne, Bitis rhinoceros a la réputation d'être lente et placide. Elle chasse habituellement en embuscade, passant souvent de longues périodes, immobile, dans l'attente d'une proie qui lui convienne. Par contre, il est fréquent qu'elle pratique une chasse active au cours des six premières heures de la nuit. Au Ghana, à Kumasi, plusieurs vipères étaient régulièrement tuées autour des écuries, à proximité d'une forêt située à 500 mètres - signe qu'elles étaient venues chasser des rats dans la prairie. Ce sont généralement des serpents très calmes, même lorsqu'ils sont manipulés, et il leur arrive rarement de mordre ou siffler. Toutefois, des morsures par des individus de mauvaise humeur arrivent parfois.

## Alimentation
Bitis rhinoceros se nourrit de rongeurs et d'oiseaux.

## Reproduction
La Vipère du Gabon est ovovivipare, la femelle pond entre 20 et 50 œufs par ponte. L'incubation est d'environ 1 an.

## Galerie

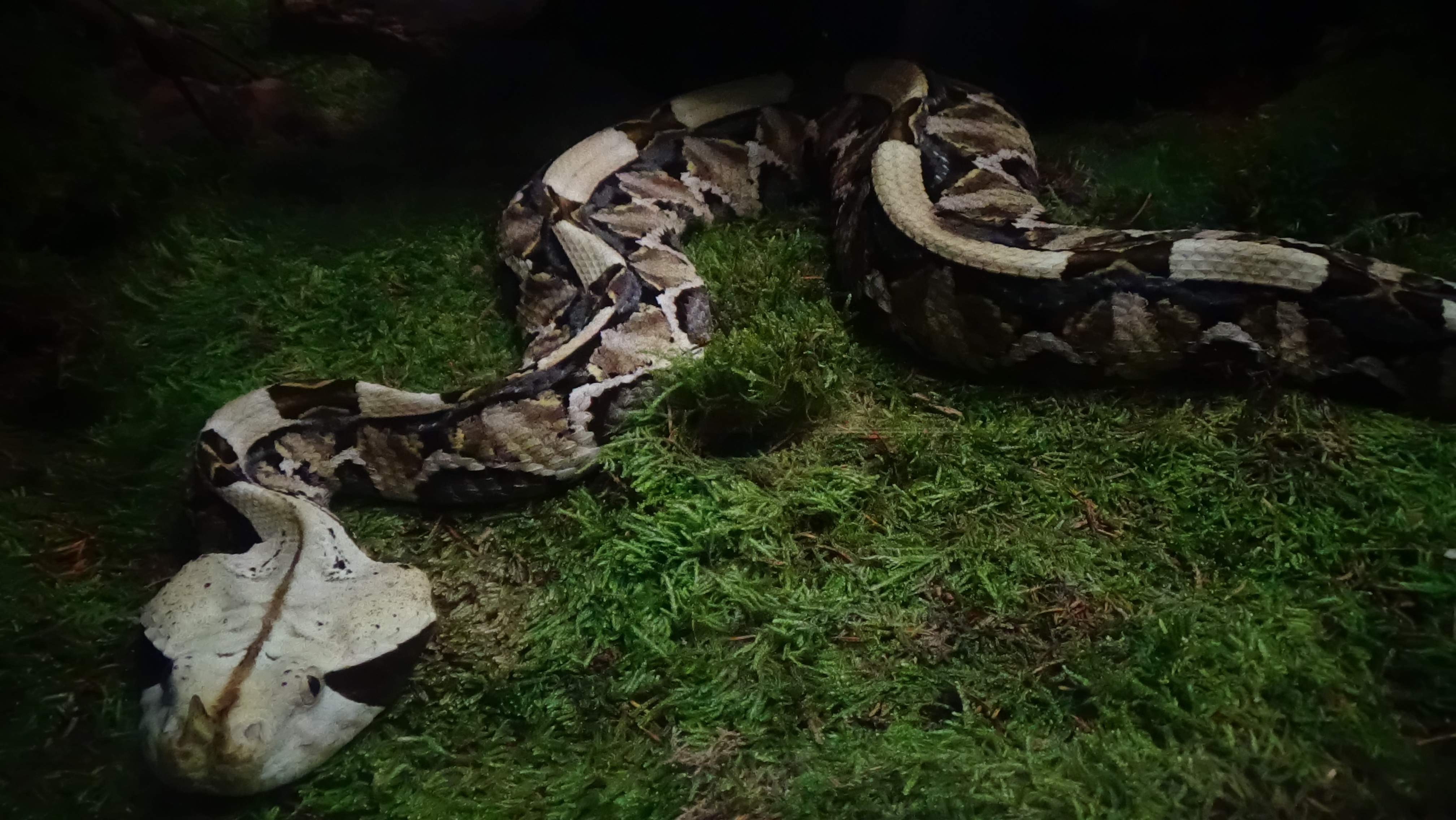
Ménagerie du jardin des plantes - Paris/France
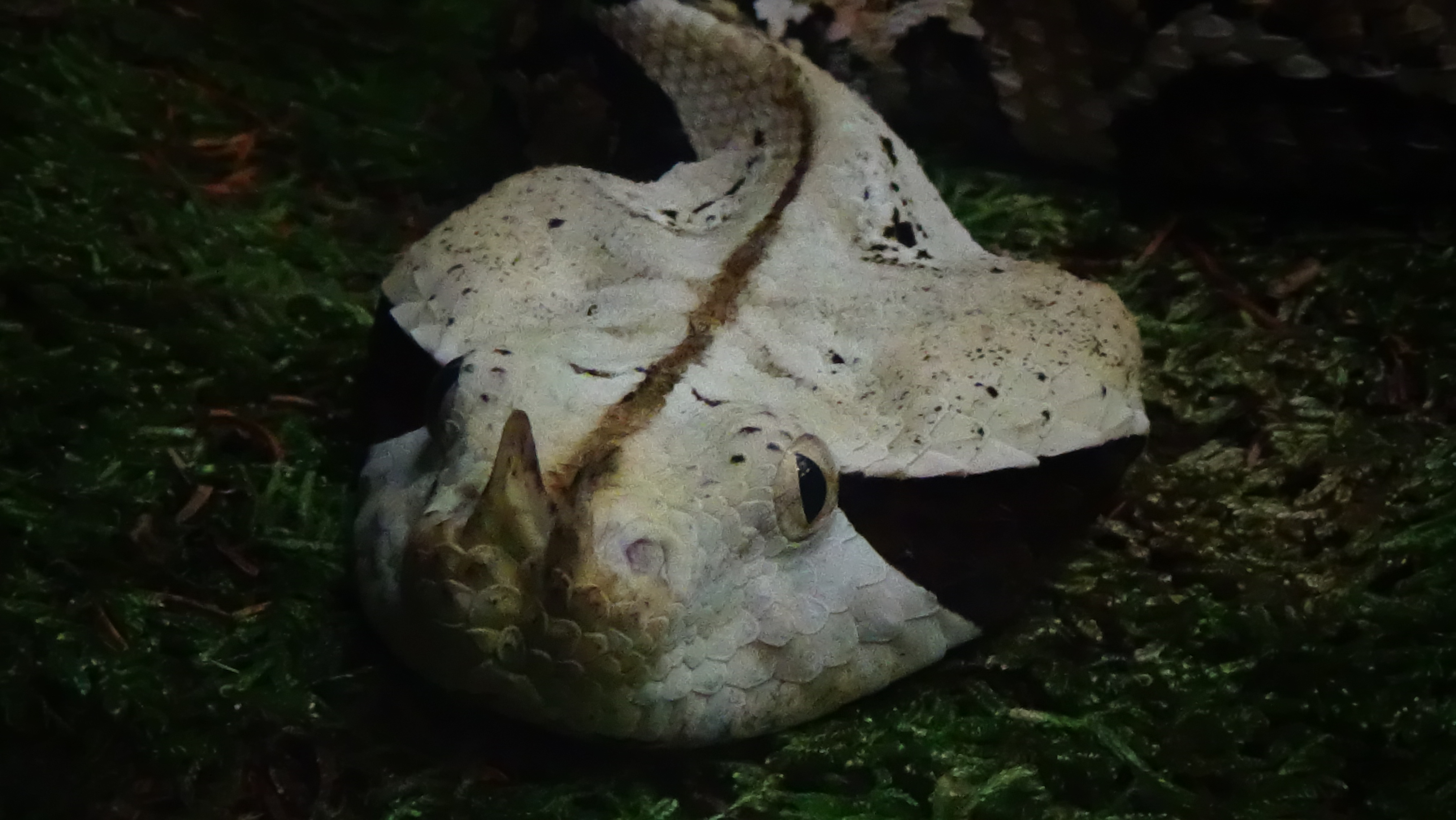
Ménagerie du jardin des plantes - Paris/France
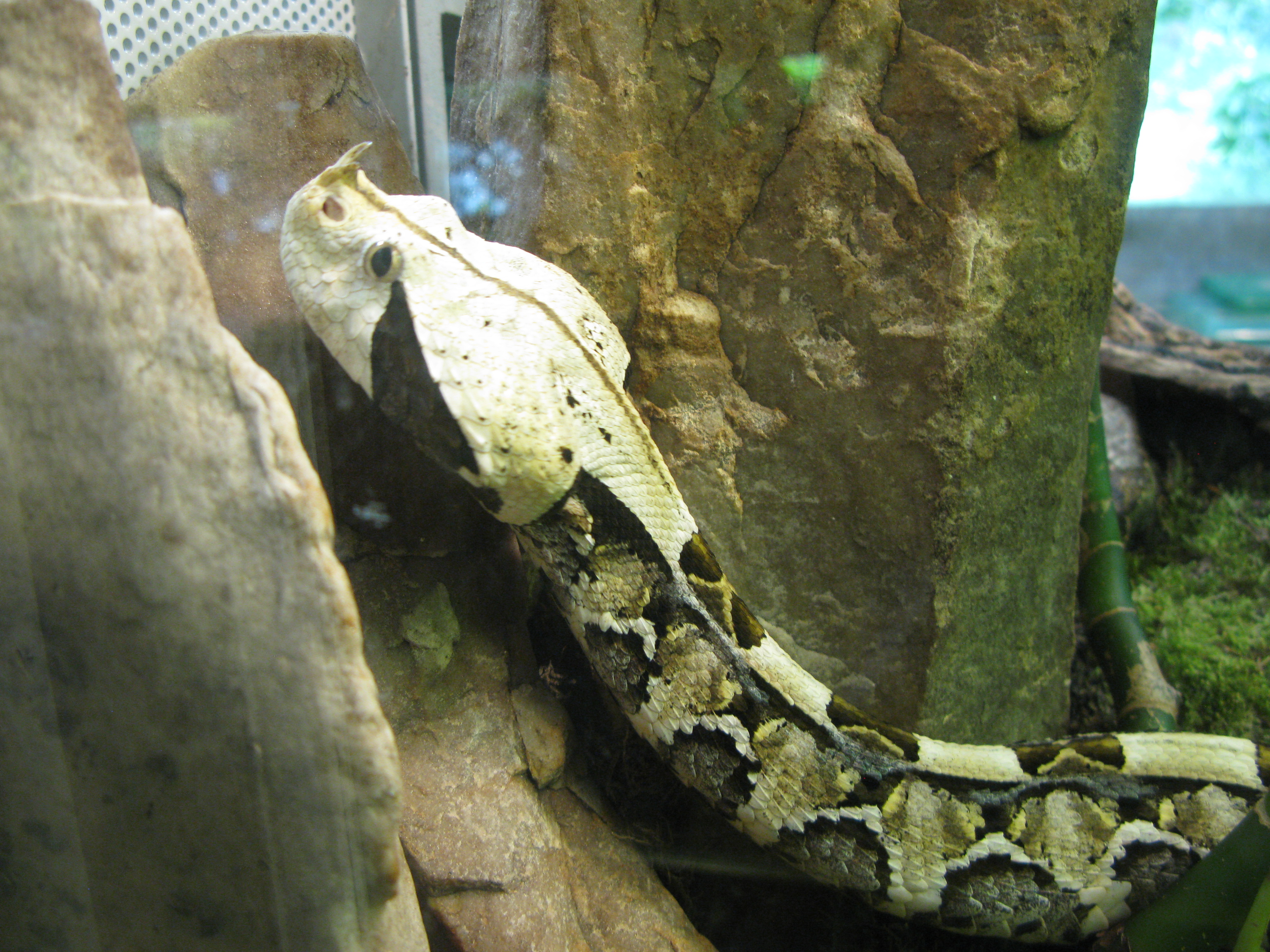
Ménagerie du jardin des plantes - Paris/France

## Publication originale
- Schlegel, 1855 : Over eenige nieuwe soorten van vergiftige slangen van de Goudkust. Verslagen en Mededeelingen der Koninklijke Akademie van Wetenschappen (Afdeeling Natuurkunde), vol. 3, p. 312-317 (texte intégral).